# Harold Barclay
Harold B. Barclay (rođen 3. siječnja 1924. — 20. prosinca 2017.), je profesor emeritus antropologije na Sveučilištu u Alberti, gradu kanadske pokrajine Edmonton. 
Njegova se istraživanja temelje na ruralnim društvima modernog Egipta i sjevernog arapskog Sudana, kao i na političkoj antropologiji, te antropologiji religije. Također je općenito prihvaćen kao istaknut pisac u anarhističkoj teoriji, specijaliziravši se u teorijama koje uključuju rušenje države, te kako bi društvo funkcioniralo bez vlasti. Od njegovih radova, na hrvatski jezik prevedena je samo knjiga Narod bez vlade (2006.), u izdanju zagrebačkog DAF izdavaštva.

## Vanjske poveznice
- Knjiga Narod bez vlade (2006)
- Wikicitati